# Kaya Turski
Pour les articles homonymes, voir Turski.
Kaya Turski, (née le 3 mai 1988 à Montréal), est une skieuse acrobatique canadienne spécialiste du slopestyle. Aux Championnats du monde 2013, elle devient championne du monde du slopestyle à Voss en (Norvège).

## Palmarès

### Championnats du monde
| Édition/Discipline             | slopestyle |
| Mondiaux 2011 à Deer Valley    | Argent     |
| Mondiaux 2013 à Voss-Myrkdalen | Or         |

### Winter X Games
- 3 fois médaillée d'or à Aspen : 2010, 2011, 2012

### Coupe du monde
- 1 petit globe de cristal :
  - Vainqueur du classement slopestyle en 2012.
- 1 podiums dont 1 victoire (Mammoth Mountain, le 4 mars 2012).